# Jan-Ingwer Callsen-Bracker
Jan-Ingwer Callsen-Bracker (* 23. September 1984 in Schleswig) ist ein ehemaliger deutscher Fußballspieler. Er stand zuletzt beim FC Augsburg unter Vertrag.
Aktuell ist er in der Akademie des DFB angestellt.

## Karriere

### Verein
Callsen-Bracker wuchs in Bollingstedt in Schleswig-Holstein auf und begann beim ortsansässigen Verein mit dem Fußballspielen. Im Jahre 1995 zog seine Familie nach Bonn-Beuel um. Am dortigen Kardinal-Frings-Gymnasium machte er 2004 sein Abitur.
Zur Saison 2003/04 übernahm ihn Bayer 04 Leverkusen in den Profikader und spielte im April 2004 erstmals in der Bundesliga; im Februar 2003 war er bereits für einige Minuten in einem Spiel in der Champions League eingesetzt worden. Wegen mehrerer Verletzungen absolvierte Callsen-Bracker in knapp fünf Jahren nur 57 Profi-Pflichtspiele für Bayer Leverkusen.
In der Sommerpause 2008 wechselte er zum rheinischen Rivalen Borussia Mönchengladbach. Sein Vertrag lief bis 2011. Wegen zahlreicher Verletzungen absolvierte er bis Ende 2009 nur elf Bundesligaspiele. In der Winterpause 2010/11 wechselte er ablösefrei zum FC Augsburg, bei dem er sich schließlich als Stammspieler etablieren sollte. Am 10. Dezember 2015 zog sich Callsen-Bracker die schwerste Verletzung seiner Laufbahn zu: Der Abwehrspieler erlitt durch ein Foul im Europa-League-Spiel gegen Partizan Belgrad einen Wadenbeinbruch und einen zweifachen Bänderriss im linken Sprunggelenk und fiel bis Ende April 2017 aus. Am 15. Januar 2018 wechselte Callsen-Bracker auf Leihbasis bis zum 30. Juni 2018 zum 1. FC Kaiserslautern. Nach seiner Rückkehr nach Augsburg kam er nur noch sporadisch zum Einsatz. Seine Vertragslaufzeit endete im Juni 2019. Für den FC Augsburg hatte er 150 Spiele in der 1. und 2. Bundesliga, in der Europa League und im DFB-Pokal absolviert.

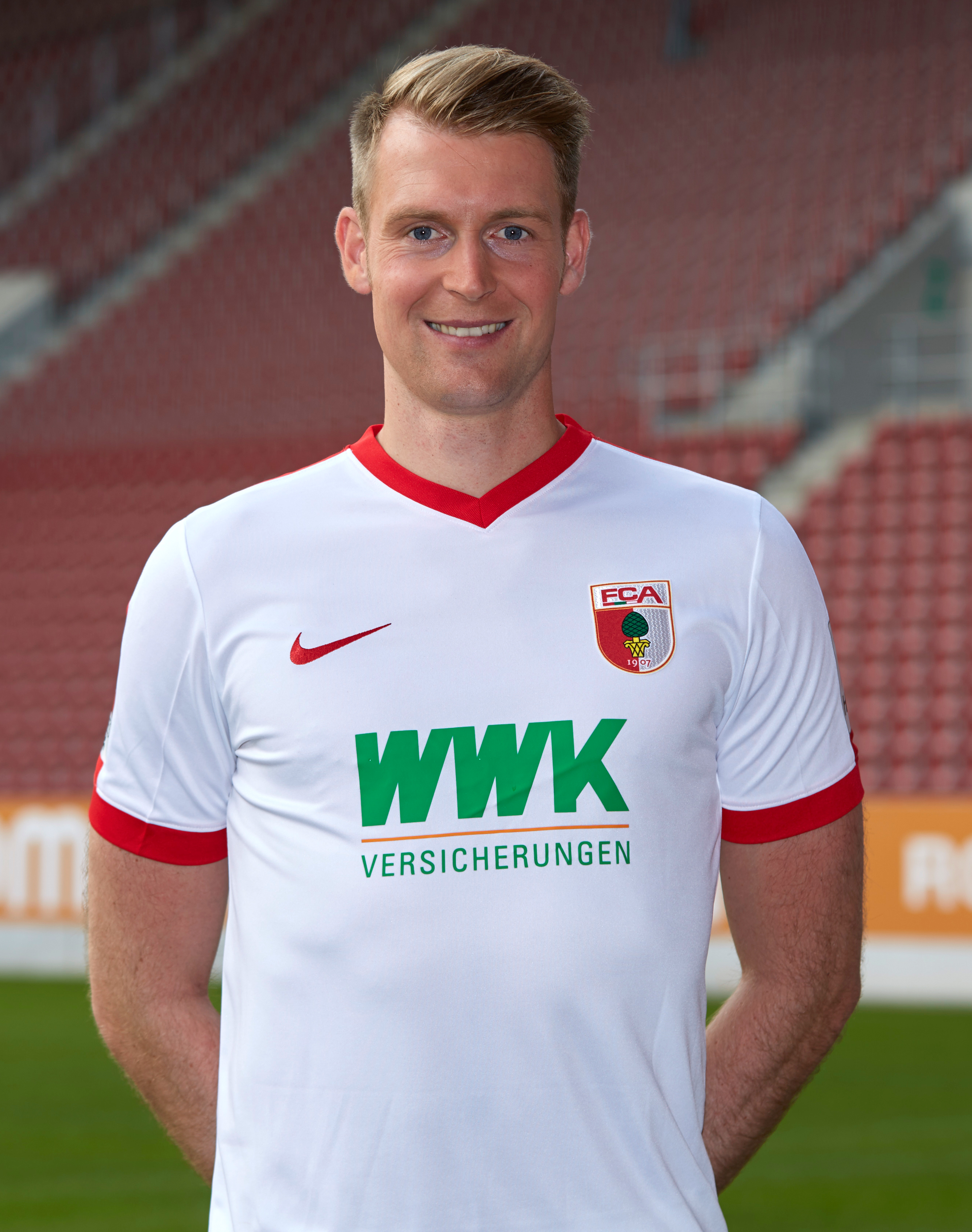
2016 im Trikot des FC Augsburg

### Nationalmannschaft
Callsen-Bracker absolvierte zwischen 2003 und 2006 insgesamt neun Spiele für die deutsche U19-, U20- und U21-Auswahl.

### Nach der Profikarriere
In der Akademie des DFB baut Callsen-Bracker seit 1. Oktober 2019 hauptberuflich den Bereich Neuro-Athletik auf. Von Anfang Dezember desselben Jahres bis März 2025 war er darüber hinaus Mitglied des Aufsichtsrates des FC Augsburg.